# Eduard Grell
August Eduard Grell (ur. 6 listopada 1800 w Berlinie, zm. 10 sierpnia 1886 tamże) – niemiecki kompozytor i organista.

## Życiorys
Uczył się początkowo gry na organach i fortepianie u ojca. Następnie studiował u Johanna Karla Kaufmanna (organy), Georga Ritschla (śpiew i teoria) oraz Carla Friedricha Zeltera i Carla Friedricha Rungenhagena (kompozycja), później kontynuował studia w Erfurcie u Michaela Gottharda Fischera (organy). Od 1817 roku pełnił funkcję organisty berlińskiego kościoła św. Mikołaja. W tym samym roku został członkiem Singakademie, której był wicedyrygentem (1832–1853) i dyrygentem (1853–1876). Od 1841 roku był członkiem Akademie der Künste. W latach 1839–1857 był organistą katedry berlińskiej.
Odznaczony pruskimi Orderem Orła Czerwonego IV Klasy w 1845 i III Klasy w 1861 oraz cywilnym orderem Pour le Mérite w 1864. W 1883 roku otrzymał tytuł doktora honoris causa wydziału teologicznego uniwersytetu w Berlinie.

## Twórczość
Skomponował m.in. Symfonię D-dur (1821), Symfonię na orkiestrę smyczkową (1878), 3 kwartety smyczkowe, ponadto 4 oratoria, msze, kantaty, hymny, motety. Był znawcą muzyki dawnej i zwolennikiem historyzmu w muzyce, co znalazło odbicie w jego muzyce wokalnej, nawiązującej do wzorców palestrinowskich.